# Història militar

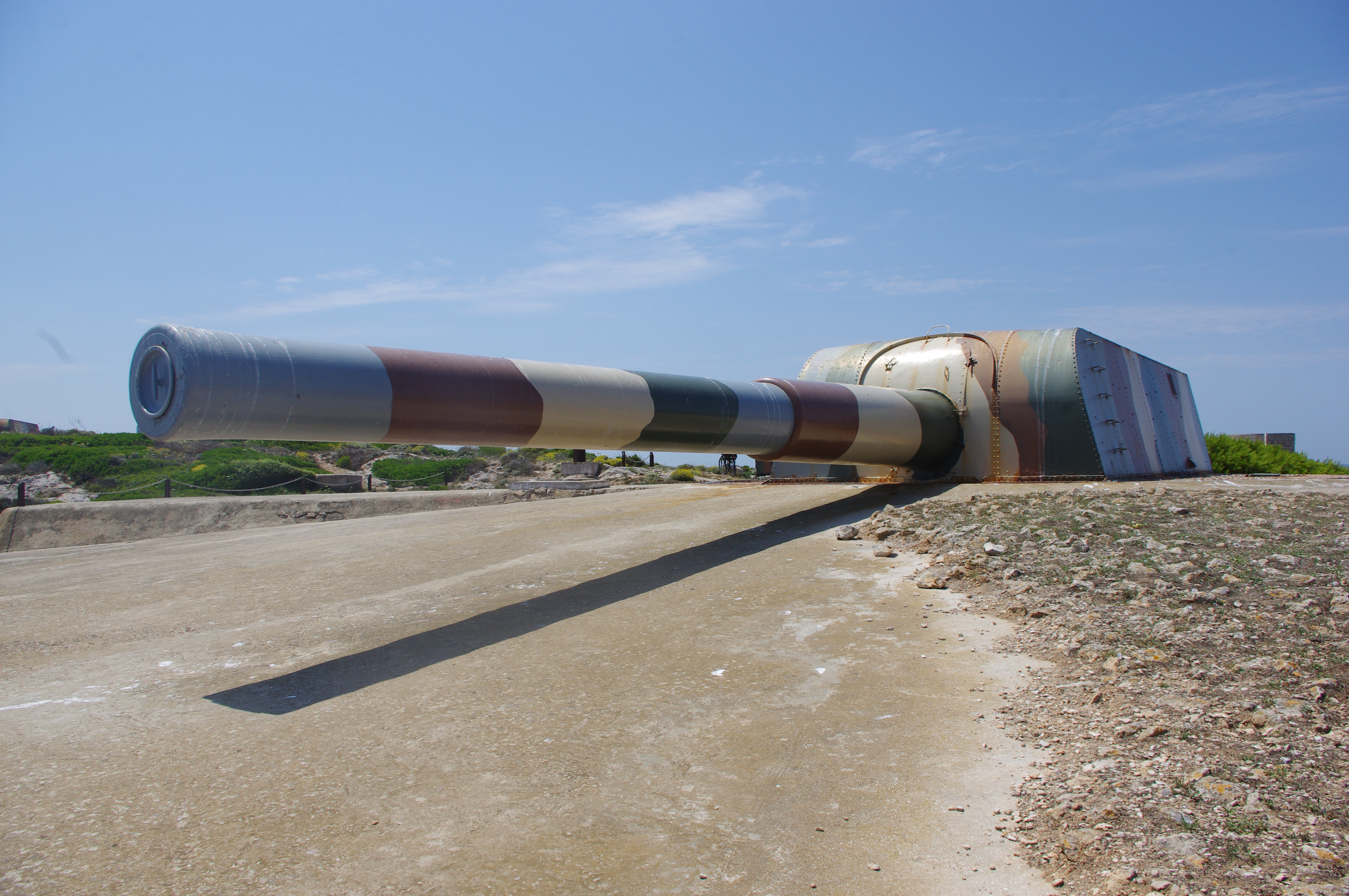
Canó Vickers 381/45, de finals dels anys 20.

La història militar és una disciplina de les humanitats, enfocada al registre dels conflictes armats de la història de la humanitat i en el seu impacte en les societats, en les seves cultures, en l'economia si es produeixen canvis en les relacions internacionals. No es limita a l'estudi de batalles i guerres, sinó que s'interessa també per l'evolució dels materials, de l'armament, la tàctica i l'estratègia.
Es compon de tots aquells esdeveniments de la història humana que poden ser considerats com a pertanyents a la categoria de conflictes socials generalitzats. Això pot anar des de les baralles entre dues tribus, fins a guerres entre dues forces armades organitzades, incloent, en la seva màxima escala, les guerres mundials que afecten la majoria de la població humana. Els historiadors s'encarreguen de narrar aquests esdeveniments, mitjançant escrits o d'altres formes.
L'activitat militar ha estat un procés constant durant milers d'anys, i les tàctiques, estratègies i metes de les operacions militars s'han mantingut immutables al llarg dels mil·lennis. Per exemple, una notable maniobra militar, encara estudiada avui dia, és la doble pinça envoltant, usada per Hanníbal Barca en la batalla de Cannes l'any 216 aC (fa per tant uns 2.200 anys). Aquesta mateixa maniobra ja va ser descrita pel teòric militar xinès Sun Tzu, que la va escriure aproximadament al mateix temps que la fundació de Roma, aproximadament fa 2.750 anys, i 500 anys abans de la batalla de Cannas.
Mitjançant l'estudi de la història relacionada amb la seva professió, els militars pretenen no repetir els mateixos errors del passat, i així millorar la seva actuació en insuflar en els seus comandants la capacitat de percebre paral·lelismes històrics durant una batalla, per poder maximitzar les lliçons apreses d'aquesta. Les principals àrees de la història militar inclouen la història de les guerres, batalles i combats, la història de l'art militar i la història de cada servei militar específic.
Hi ha diverses formes de categoritzar la guerra. Una d'elles és la distinció entre guerra convencional i no convencional: la convencional crea forces armades ben identificades lluitant entre si de manera relativament oberta i directa, sense armes de destrucció massiva; la guerra no convencional fa altres tipus de guerra, que inclouen les incursions, la guerra de guerrilles, la insurgència i el terrorisme. Alternativament pot incloure la guerra nuclear, la guerra química o la guerra biològica.
Totes aquestes categories usualment s'integren dins de dues de major ordre: guerra d'alta o baixa intensitat. Es diu guerra d'alta intensitat a aquella entre dues superpotències o grans nacions lluitant per interessos polítics i/o econòmics. La guerra de baixa intensitat fa a la insurgència respecte a un exèrcit dominant, la guerra de guerrilles, i tipus especials de tropes que lluiten contra una revolució.

## Primers historiadors
La documentació de la història militar comença amb l'enfrontament entre l'Alt i Baix Egipte c. 3150 aC i Sumer (actual Iraq) i l'Elam (actual Iran) c. 2700 aC prop de l'actual Bàssora. L'escriba militar egipci Tjaneni va registrar la Batalla de Meguidó (segle XV aC) que s'accepta com la primera batalla amb detall relativament fiable. Els detalls militars són abundants a les epopeutiques heroiques, com ara l'Epopeia de Gilgamesh, la Caiguda de Jericó i el Conquesta de Canaan, la Guerra de Troia a la Ilíada d'Homer, i el Mahabharata (tot i que la seva historicitat ha estat qüestionada). Registres més creïbles de la història militar israelita des de la conquesta de Canaan fins a les derrotes dels imperis Assiri i Babilònic es troben als Llibres històrics bíblics que segueixen el Llibre de Josuè.
A continuació van venir les Històries d'Heròdot (484–425 aC), que sovint és anomenat el "pare de la història" i la Història de la Guerra del Peloponès de Tucídides. Tot i ser atenès, la imparcialitat de Tucídides li va permetre aprofitar el seu exili per investigar la guerra des de diferents perspectives examinant acuradament documents i entrevistant testimonis presencials. Xenofont (430–355 aC) va adoptar un enfocament centrat en l'anàlisi d'un líder a Anàbasi, registrant l'expedició de Cir el Jove a Anatòlia. I Anàbasi d'Alexandre va descriure l'expedició en sentit invers. Historiadors grecs del segle II aC, com ara Polibi, i posteriors historiadors romans, com ara Sal·lusti, Livi, Apià i Cassi Dió, van escriure sobre guerres de l'ascens de Roma a la primacia sobre la Història de la regió mediterrània. Les memòries del romà Juli Cèsar (100–44 aC) permeten un enfocament comparatiu per a campanyes com ara Commentarii de Bello Gallico i Commentarii de Bello Civili.
A l'est del món mediterrani, Arthashastra a l'Índia i L'art de la guerra, El llibre del senyor Shang, i menys coneguts però no menys rics en registres militars Guanzi a la Xina presenten doctrines estratègiques durant l'Edat Axial. Registres del Gran Historiador de Sima Qian i Han Fei Zi descriuen els Regnes Combatents de la Xina i el primer també la seva culminació en les guerres Qin d'unificació.

## Períodes
Un mètode per tractar un tema tan extens com és la història militar és dividir-la mitjançant períodes. Encara que resulta útil, tendeix a ser imprecís, i les diferències en ubicació geogràfica impliquen una manca d'uniformitat. Per exemple, el que pot descriure's com Guerra a l'edat antiga una forma de conflicte que encara es practica en algunes parts del món. Altres eres, que són ben diferenciades en la història europea, poden tenir poca rellevància en Àsia oriental. La parcialitat cultural és un risc a tenir present.

### Guerra a la prehistòria
La primera aparició de guerres en la prehistòria és un tema en disputa per part d'antropòlegs i historiadors. En les primeres societats, com en les de caçadors-recol·lectors, no hi havien rols socials o divisió del treball (amb l'excepció de diferències de sexe i edat), de manera que qualsevol persona capaç contribuïa a qualsevol incursió o en la defensa del territori.
La introducció de l'agricultura va produir grans diferències entre les velles societats nòmades, basades en la caça, i les noves societats sedentàries, basades en l'agricultura. Probablement, sobretot durant les èpoques de fam, els nòmades van començar a atacar els pobles agrícoles, fent que aquests s'organitzaren en grups de persones especialitzades en la defensa. En les societats agricultores avançades la diferenciació de rols era possible, de manera que la figura del soldat professional no va trigar a aparèixer.

### Guerra a l'antiguitat
La primer resta arqueològica que es té d'una batalla prehistòrica és de fa 12.000-14.000 anys, en el Nil sudanès, en una àrea coneguda com a cementiri 117. Un llarg nombre de cossos, molts amb puntes de fletxes incrustades en els seus esquelets, indica que podrien ser les baixes d'una batalla.
Gran part del que es coneix de la història antiga dels seus militars es tracta de les seves conquestes, els seus moviments, i les seves innovacions tecnològiques. Hi ha moltes raons, per tant, perquè sigui així. Regnes imperis, les unitats centrals de control del món antic, les quals només podrien haver-se mantingut amb la força militar. A causa de la limitada habilitat agricultora, només hi havien unes poques àrees que poguessin suportar grans comunitats humanes, de manera que lluitar per aquestes era normal.
Les armes i les armadures, dissenyades per ser robustes, tendien a durar més que altres artefactes, i per això la gran majoria d'artefactes recuperats són d'aquest tipus. Les armes i armadures també van ser produïdes a gran escala pel que són més propenses a trobar-se en excavacions arqueològiques. No obstant això, les parts més peribles com la fusta de les llances, no solen deixar restes. Aquests objectes eren considerats signes de posteritat o virtut, i per això es troben en tombes i monuments de nobles guerrers. L'escriptura, quan aquesta va ser inventada, va ser usada pels reis per escriure les seves conquestes militars i les seves victòries.
Els escrits de la gent comuna, també tendien a referir-se als èxits i fracassos militars. Com més gran fos la batalla i la conquesta, més possible era l'escriptura d'un poema èpic per recordar-la, com els poemes d'Homer referents a la Guerra de Troia, cançons o obres d'art. Amb el creixement de les nacions i imperis, també van augmentar les necessitats d'ordre i eficiència i per això una major varietat d'escrits, sobretot logístics, van aparèixer.
En la història militar de l'antiguitat a occident hi destaquen també les campanyes militars romanes, que abasten de la seva defensa inicial i posterior conquesta dels seus veïns tribals i dels pobles etruscs d'Itàlia fins a dominar gran part de la Mediterrània i més enllà, incloent les províncies de Britànnia i Àsia Menor en l'apogeu de l'Imperi fins a la lluita final de l'Imperi Romà d'Occident per la seva pròpia existència contra els invasors huns, vàndals i germànics, després de la divisió de l'imperi en els imperis d'Orient i d'Occident.

### Guerra medieval
Amb l'arribada dels estreps als exèrcits de l'alta edat mitjana, les forces militars van quedar irreversiblement canviades, permetent l'entrada en els camps de batalla de la cavalleria pesant. Aquest invent, al costat dels avenços tecnològics, culturals i socials de l'època, van fer que canviés el caràcter de la guerra antiga, modificant les seves tàctiques i el rol de la cavalleria i de l'artilleria. La forma de guerra resultant va existir també en altres parts del món: a la Xina, al voltant del segle v, els exèrcits van canviar d'una base d'infanteria a estar centrats en les forces de cavalleria, copiant així l'organització dels nòmades de les estepes. En Orient Mitjà i el nord d'Àfrica es feia servir una tecnologia igual, o de vegades superior, que l'europea. Al Japó, la guerra medieval es va estendre fins al segle xix. A la resta d'Àfrica, al costat del Sahel africà i el Sudan, estats com el Regne de Sennar i l'Imperi Fulani, van emprar tàctiques medievals quan aquestes ja no eren efectives a Europa.
En el període medieval, el feudalisme estava plenament arrelat en la societat, de manera que existien molts senyors a Europa. Aquests senyors feudals posseïen castells per defensar el seu territori.
L'islam va començar a expandir-se, i sota els Omeies van arribar fins a Espanya per l'oest i a l'Indus per l'est. Els abbassides van succeir els omeies, sent derrotats pels seljúcides i els mongols. A la batalla de Tours, els francs sota el comandament de Carles Martell van detenir la invasió musulmana.
A la Xina, algunes dinasties com la Sui van prendre el poder, però els mongols, comandats per Gengis Kan i Khublai Khan van envair i derrotar els xinesos. L'Imperi Mongol es va expandir ràpidament, però després de la mort de Kublai Khan es va dissoldre també ràpidament.

### Guerra moderna
En els temps moderns, la guerra ha evolucionat d'una activitat impregnada de tradició a una empresa científica on l'èxit es valora per sobre dels mètodes. La noció de guerra total és l'extrem d'aquesta tendència. Militars tenen desenvolupaments tecnològics desenvolupats que rivalitzen amb els assoliments científics de qualsevol altre camp d'estudi.
Els militars moderns es beneficien en el desenvolupament d'aquestes tecnologies sota el finançament del públic, el lideratge dels governs nacionals. El que distingeix a les organitzacions militars modernes de les anteriors no és la seva disposició a prevaler en el conflicte per cap mètode, sinó la varietat tecnològica d'eines i mètodes disponibles per als comandants moderns del camp de batalla, des de submarins fins a satèl·lits, des de ganivets fins a ogives nuclears.
La navegació oceànica va permetre a les potències marítimes europees la presència de flotes de guerra i comercials, associades, en la pràctica totalitat de les mars, la qual cosa va construir per primera vegada un sistema-món en el qual eren possibles concepcions geoestratègiques cada vegada més complexes i ambicioses.

### Guerra contemporània
La Revolució Francesa, amb la seva "lleva en massa", i les guerres napoleòniques amb el "bloqueig continental", els amplis moviments de tropes i l'aparició de la guerra de guerrilles, van inaugurar una nova època. La guerra va evolucionar cap al concepte de guerra total. De la guerra de Carl von Clausewitz (1832) es considera un dels tractats més influents.
Primera Guerra Mundial

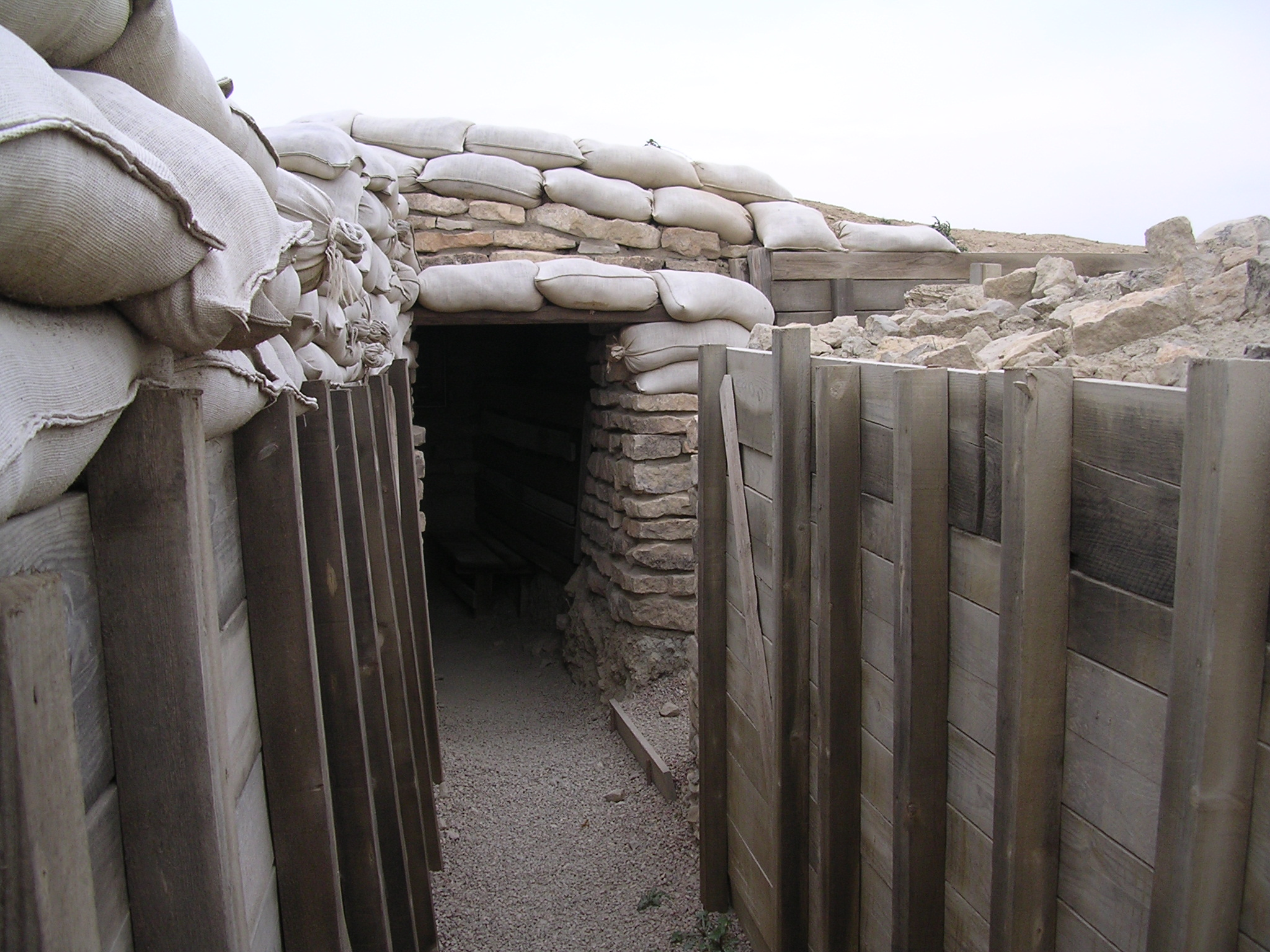
Trinxeres a França

Durant la Primera Guerra Mundial, i especialment en el Front Occidental, es va donar la guerra de trinxeres. Aquesta es basava en la construcció de trinxeres, les quals eren rases en la terra, de fins a diversos quilòmetres per a emmagatzemar i protegir la infanteria, i alhora detenir els avanços de vehicles blindats, com a camions o tancs, del bàndol enemic.
Aquesta guerra de trinxeres generalment va mantenir estàtica la guerra, ja que encara que passessin dos anys, ni els Aliats (el Regne Unit, França, EUA) ni les Potències Centrals (Alemanya, Àustria, Imperi Otomà) aconseguien avançar més de 10 quilòmetres. Això va significar la mort de diversos centenars de milers de soldats i civils que morien durant els combats i el foc creuat.
Segona Guerra Mundial

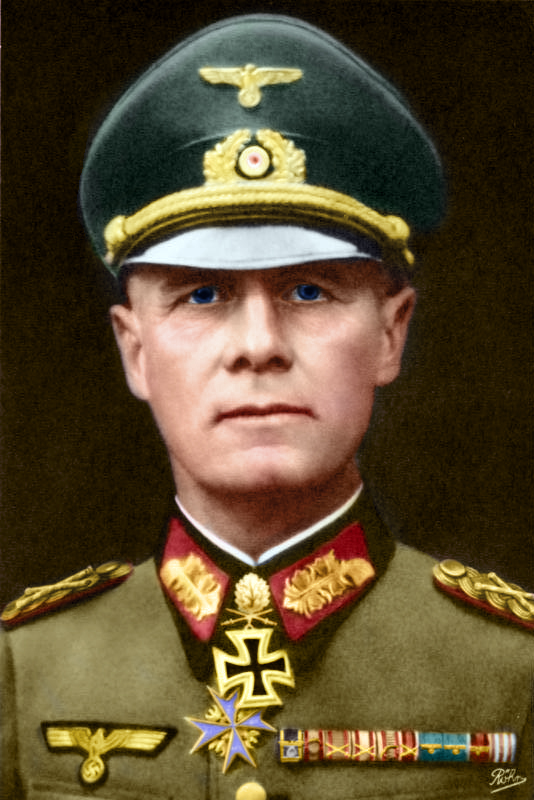
Erwin Rommel, mariscal alemany conegut com "la guineu del desert".

Durant la Segona Guerra Mundial la guerra va evolucionar de la guerra de trinxeres a la guerra veloç o Blitzkrieg. Aquesta tàctica de guerra, àmpliament utilitzada per l'Alemanya Nazi, consistia a atacar amb tot a l'exèrcit enemic en el menor temps possible, per a així garantir la supremacia aèria de l'invasor enfront de l'envaït. La Blitzkrieg va aconseguir que Alemanya bàsicament dupliqués el seu territori en 2 anys i va aconseguir derrotar a enemics numèricament superiors, tal com podem veure'l en la Batalla de França.
El 2007 la República Popular de la Xina llançà el primer míssil capaç de destruir amb precisió satèl·lits artificials.

## Entitats dedicades a l'estudi de la història militar
- Acadèmia d'Història Militar de Xile
- Associació Mexicana d'Estudis Històric-Militars aC[6]